# John Kirkbride
John Kirkbride (Ullapool, 17 febbraio 1946) è un cantante, chitarrista e compositore britannico.
La particolarità di Kirkbride nei concerti è la partecipazione del pubblico, mentre racconta aneddoti con monologhi divertenti e critici, suonando autentica musica blues.
Nei suoi concerti suona blues e standard jazz degli anni '20, '30 e '40, oltre a proprie composizioni.

## Vita e carriera
All'età di 8 anni Kirkbride emigrò insieme alla sua famiglia in Australia.
Ricevendo la sua prima chitarra ne fu affascinato, e iniziò ad imparare a suonarla da sé.
Egli la accordava su una corda sola, senza sapere che questo metodo era usato dalla prima generazione di cantanti blues, nel delta del Mississippi. Kirkbride imparò l'accordatura convenzionale soltanto anni dopo.
Dopo i vent'anni tornò nel Regno Unito, dove cominciò a migliorare la sua tecnica chitarristica. In tale periodo il popolare gruppo The Shadows esercitò una grande influenza su di lui.
Dopo aver ascoltato dei brani del chitarrista country Chet Atkins, Kirkbride iniziò a conoscere il fingerpicking, che lo contraddistinse da allora in poi.
Influenzato da cantautori come Carole King, Joni Mitchell, Randy Newman, Neil Young e Leonard Cohen, Kirkbride iniziò a comporre la sua propria musica.
Così facendo imparò come creare un dialogo fra parole e musica. Ciò spiega la sua preferenza per i testi, che contengono critiche alla politica, continuate fino ad oggi.
Dopo il servizio militare con la RAF, dove era pilota di caccia, si trasferì a New York alla fine degli anni '60, con l'intenzione di vivere come musicista.
I suoi progetti però furono difficili da realizzare finanziariamente, ma la sua permanenza negli stati uniti portò ad un exploit musicale, perché poté migliorare la sua tecnica e pratica della musica.
In quel periodo egli suonò con Pete Seeger, Lightnin' Hokpins, B.B. King, Eric Clapton, John Mayall, Louisiana Red, Alexis Korner, Chuck Leavell, Albie Donnelly e molti altri.
Dopo un intermezzo in Olanda nel 1976, dove iniziò ad integrare le sue canzoni blues con la melodia e armonica, si trasferì in Germania dove vive tuttora.
Là egli lavorò con l'autore tedesco Hans-Christian Kirsch, le cui conferenze erano accompagnate da musica classica o celtica, blues o jazz, secondo il programma.
Oggi Kirkbride suona con Ferdl Eichner, arpista blues, con cui ha realizzato numerosi dischi.

## Discografia

### LP
- Tracks
- Magnetic Mugshots of Memorable Moments
- Sourdough, Corn and Hot Biscuits
- Reds and Blue

### CD
- Blue Images
- Street Kids
- Brotherhood in Blues (con Ferdl Eichner)
- Adam und Eva (con Hans-Christian Kirsch)
- Der Keltische Zauberspiegel (con Hans-Christian Kirsch)
- Riches to Rags (con Ferdl Eichner)
- Changing of the Ways
- Return Cargo (con Albie Donnelly)
- Sketches